# Rhamnus calderoniae
Rhamnus calderoniae är en brakvedsväxtart som beskrevs av R. Fernández Nava. Rhamnus calderoniae ingår i släktet getaplar, och familjen brakvedsväxter. Inga underarter finns listade i Catalogue of Life.